# Osmoreceptor
En osmoreceptor er en sansecelle, der findes i det vandbalanceregulerende center i hypothalamus.
Her registreres det osmotiske tryk i det blod, der kommer til centeret. Hvis det osmotiske tryk i blodet stiger, stimulerer osmoreceptorerne dannelse og frigivelsen af ADH fra hypofysens baglap.
| Lægevidenskab | Spire Denne artikel om lægevidenskab er en spire som bør udbygges. Du er velkommen til at hjælpe Wikipedia ved at udvide den. |